# Deamia chontalensis
Deamia chontalensis ist eine Pflanzenart in der Gattung Deamia aus der Familie der Kakteengewächse (Cactaceae). Das Artepitheton chontalensis verweist auf das Vorkommen der Art im von den Chontal bewohnten Gebiet.

## Beschreibung
Deamia chontalensis wächst ausgebreitet bis hängend lithophytisch mit verzweigten Trieben, die bis 1 Meter (oder mehr) lang sind. Die hellgrünen bis gelblich grünen, oft bewachsten, auf der Unterseite wurzelnden Triebe sind etwas gegliedert. Die einzelnen Abschnitte sind 10 bis 40 Zentimeter lang und weisen Durchmesser von 4 bis 5 Zentimeter auf. Die 5 bis 6 schmalen, flügelartigen Rippen sind gekerbt und oft rötlich überhaucht. Aus den leicht eingesenkten Areolen entspringen 5 bis 10 Millimeter lange, gelbliche Dornen, die im Alter dunkler werden. Die 1 bis 4 Mitteldornen sind etwas kräftiger als die 5 bis 7 schlanken und biegsamen Randdornen.
Die trichterförmigen, weißen, stark duftenden Blüten sind angedeutet zygomorph und erreichen eine Länge von 6 bis 8 Zentimetern. Ihr Perikarpell ist auffällig gehöckert und mit dreieckigen Schuppen sowie verdrehten Haaren besetzt. Die roten, kugelförmigen Früchte duften und sind 1 bis 2 Zentimeter im Durchmesser.

## Verbreitung und Systematik
Deamia chontalensis ist im mexikanischen Bundesstaat Oaxaca in Kiefern- und Eichenwäldern verbreitet.
Die Erstbeschreibung als Nyctocereus chontalensis wurde 1950 von Edward Johnston Alexander veröffentlicht. Alexander Borissovitch Doweld stellte die Art 2002 in die Gattung Deamia. Weitere nomenklatorische Synonyme sind Selenicereus chontalensis (Alexander) Kimnach (1991) und Strophocactus chontalensis (Alexander) Ralf Bauer (2003).

## Nachweise